# PeaZip
PeaZip este un manager de fișiere și un arhivator de fișiere liber și open-source  pentru Microsoft Windows, ReactOS,  Linux  , MacOS și BSD  realizat de Giorgio Tani. Acesta acceptă formatul său nativ de arhivă PEA  (cu compresie, divizarea în mai multe volume și scheme flexibile de criptare autentificată și verificare a integrității) și alte formate principale, cu accent special pe gestionarea formatelor deschise . Acceptă 211 de extensii de fișiere (începând cu versiunea 7.7.0).
PeaZip este scris în principal în Free Pascal, folosind Lazarus . PeaZip este lansat în conformitate cu termenii licenței LGPL .

## Caracteristici
Programul dispune de o interfață cu funcții de căutare și istoric pentru navigare intuitivă în conținutul arhivei și permite aplicarea unor reguli detaliate de filtrare de excludere și includere la arhivă.
PeaZip permite utilizatorilor să execute automat operațiuni de extragere și arhivare folosind linia de comandă.
Alte caracteristici notabile ale programului includ conversia arhivelor, împărțirea și contopirea fișierelor, ștergerea securizată a fișierelor, compararea fișierelor octet-la-octet, criptarea arhivelor, găsirea fișierelor duplicate, redenumirea în masă, generarea aleatorie de parole/fișiere cheie, abilitatea de a vizualiza miniaturile imaginilor și integrarea în meniul contextual al Windows Explorer. În plus, interfața programului (inclusiv pictogramele și schema de culori) poate fi personalizată.
De la versiunea 6.9.2, PeaZip acceptă editarea fișierelor în interiorul arhivelor (de exemplu: deschizi un fișier text, adaugi text și îl salvezi fără a dezarhiva fișierul); de la acea versiune înainte, acceptă, de asemenea, adăugarea fișierelor în subdosarele unei arhive deja create, în plus față de menținerea abilității de a adăuga fișiere în arhive în directorul rădăcină.
PeaZip este disponibil pentru arhitecturile IA-32 și x86-64 ca aplicație portabilă sau ca pachet instalabil pentru Microsoft Windows, Linux   (DEB, RPM și TGZ, compilate atât pentru setul de widget-uri GTK2 și Qt ) și BSD (GTK2). Este disponibil și ca pachet PortableApps (.paf.exe)  și pentru managerul de pachete winget
Pe lângă formatele de arhivă mai populare și de uz general, cum ar fi 7z, Tar, Zip etc., PeaZip acceptă formatele ZPAQ, PAQ și LPAQ. Deși de obicei nu sunt recomandate pentru utilizare generală (din cauza utilizării mari a memoriei și a vitezei reduse), aceste formate sunt incluse deoarece oferă printre cele mai bune rapoarte de compresie pentru majoritatea structurilor de date.  
PeaZip acceptă criptarea  cu cifru AES pe 256 de biți în formatele 7z și ZIP. În formatul nativ PEA și în formatul ARC, cifrurile acceptate sunt AES 256-bit, Blowfish,  Twofish  256 și Serpent 256 .

### Formatul nativ
PEA, acronim pentru Pack Encrypt Authenticate, este un format de arhivare de uz general, care include compresie și împărțirea pe mai multe volume. Scopul dezvoltatorilor este de a oferi un model de securitate flexibil care oferă atât confidențialitatea, cât și autentificarea datelor, și verificări redundante de integritate, de la sume de control la hashuri puternice din punct de vedere criptografic. 

### Tehnologii de la terți
PeaZip folosește numeroase utilități terțe cu sursă deschisă sau fără drepturi de autor, inclusiv:
- 7z [24] și p7zip, portul POSIX de 7z
- Brotli
- FreeArc
- ZPAQ și LPAQ [25]
- QUAD, BALZ și BCM
- GNU strip
- UPX
- Zstandard [26]

#### Extensii separate (opționale)
- UNACEV2 și UNACE fiind lansat sub o licență care nu este aprobată de către OSI, este disponibil ca pachet separat (gratuit) pe pagina de extensii PeaZip.
- unrar fiind lansat sub o licență care nu este aprobată de către OSI, este disponibil ca pachet separat (gratuit) pe pagina de extensii PeaZip. Acest plugin este opțional și este menit doar să ofere un motor alternativ unrar, deoarece formatele RAR și RAR5 sunt acceptate pentru extragere de către PeaZip și fără această extensie.

Cele mai multe dintre aceste utilitare pot rula atât în modul consolă, cât și în cel grafic.

## Formate acceptate

### Suport complet pentru arhivare și dezarhivare
- 7z
- ARC/WRC
- Brotli: br
- bzip2: bz2, tar.bz2, tbz, tb2
- gzip: gz, tar.gz, tgz
- PAQ8 (F/JD/L/O), LPAQ, ZPAQ
- PEA
- QUAD/BALZ/BCM
- tar
- WIM
- xz
- Zip
- Zstandard: zst, tzst

### Suport pentru răsfoire, testare și extragere
- ACE (printr-o extensie separată și opțională)
- ARJ
- appxbundle
- CAB
- CHM
- MSI
- DOC
- PPT
- XLS
- CPIO
- deb
- EAR
- ISO
- JAR
- LZMA
- LZH
- NSIS
- OpenDocument
- PET/PUP
- PAK/PK3/PK4
- RAR
- RPM
- SMZIP
- WAR
- XPI
- ZIPX

### Repare
- ARC

## Adware
Înainte de versiunea 5.3, programele de instalare PeaZip pentru Windows includeau în pachet un modul de reclame OpenCandy, care în timpul instalării oferea instalarea opțională a software-ului recomandat de la terți; pagina oficială de descărcare a oferit instalatori alternativi fără acest modul, denumit „plain”. De la versiunea 5.3 (aprilie 2014), PeaZip nu mai include asemenea pachete.  Pachetele PeaZip Portable și PeaZip pentru Linux nu au prezentat niciodată asemenea pachete.